# Deutsches Institut für Normung
Het Deutsches Institut für Normung (afgekort DIN) is de Duitse nationale normeringsinstantie, gezeteld in Berlijn.
Het Deutsches Institut für Normung vaardigt in Duitsland geldige normen uit, al dan niet gebaseerd op Internationale Organisatie voor Standaardisatie (ISO)- en/of Europese Norm (EN)-normen. De eerste DIN-norm verscheen in 1918. De afkorting was eerder ook bekend als Das Ist Norm en Deutsche Industrie -Norm(en).

## Geschiedenis
In 1920 verscheen de bekende norm voor papierformaten: DIN 476, bijvoorbeeld DIN-A4.
Een andere bekende DIN-norm is die van gevoeligheid van fotografisch materiaal (tegenhanger van de Amerikaanse aanduiding: ASA). Dit is een logaritmische eenheid. Elke verhoging met 3 duidt een tweemaal zo gevoelige film aan. Gebruikelijke filmgevoeligheden zijn 21 en 24 DIN.
Veel audio- en andere apparatuur zoals die tussen 1955 en 1975 gemaakt werd, was uitgerust met zogenaamde DIN-stekkers. Ook de IBM- en compatibele personal computers gebruikten tot eind jaren negentig een 5-polige DIN-stekker als aansluiting voor het toetsenbord. Inmiddels is ook de Mini-DIN-plug tot standaard uitgegroeid, bijvoorbeeld voor S-Video- en PS/2-verbindingen.

## Toepassingen
Een andere veelgebruikte norm is de DIN 40 050. De mogelijkheid wordt geboden om een eenvoudige en eenduidige indicatie te geven voor de graad van bescherming tegen binnendringen van stof en water op een elektrisch toestel. Een toestel krijgt hiertoe een IP-code toegekend.